# Боян Балабанов
Боян Милачков Балабанов е български писател, поет и драматург.

## Биография и творчество
Роден е на 5 ноември 1912 г. в с. Трекляно, Кюстендилско. Завършва специалност право в Софийския университет и дипломация в Свободния университет (днес УНСС).
След 9 септември 1944 г. в периода 1959-1966 г. е член на редколегията на в. „Литературен фронт“.
В периода 1969-1973 г. е съветник по културните въпроси в Министерството на външните работи и посолството на България в Париж.
Умира на 29 август 1994 г.

## Произведения
- „Бащина земя“ (1942) – стихотворения за деца
- „Чудната приказка“ (1946)
- „Младежта побеждава“ (1951) – пиеса
- „Инженер Райдовски“ (1952) – пиеса
- „Директорът“ (1955) – комедия
- „Жилищна комисия“ (1955) – комедия
- „Само в София“ в сборника „Едноактни пиеси“ (1958)
- „Пред буря“ (1961) – пиеса
- „Пътища“ (1965) – пиеса
- „Птиците летят по две“ (1969) – пиеса
- „Щастието не идва само“ (1969) – пиеса
- „Облаците минават, небето остава“ (1975) – комедия
- „Зрелостен изпит“ (1976) – пиеса
- „Неспокойни сърца“ (1978) – пиеса
- „Водовъртеж“ (1988) – пиеса